# شرکت جیونی
شرکت جیونی (به انگلیسی: Gionee) سال ۲۰۰۲ در چین تأسیس شد جیونی یک شرکت ارتباطات و تجهیزات با مسئولیت محدود همچنین تولید کننده تلفن‌های همراه هوشمند است که درسپتامبر سال ۲۰۰۲ در شنژن استان گوانگدونگ کشور چین تأسیس شد. Gionee یکی از بزرگترین تولید کنندگان گوشی‌های هوشمند در چین می‌باشد به گفته خبر گذاری گارتنر، Gionee در حدود ۴٫۷ در صد از بازار موبایل چین را در سال ۲۰۰۳ به خود اختصاص داده بود. ارتباطات جیونی متشکل از دو کارخانه فراوری، Dongguan Jinming Electronics و Dongguan Jinzhong Electronics است که با سرمایه‌گذاری بیش از ۸۰ میلیون RMB ارز رسمی کشور چین RMB است که در حال حاضر به همراه دلار و یورو به عنوان سومین ارز تجارت جهانی در بازار جهان در حال رد و بدل است. چین در حال حاضر دومین اقتصاد جهان و بزرگترین صادر کننده آن است همچنین بزرگترین مقصد برای سرمایه‌گذاری مستقیم جهانی است احداث شده‌است مساحت این کارخانه چیزی بیش از ۲۰۰۰۰ متر مربع است و تعداد کارکنان این شرکت ۱۰۰۰ نفر است شرکت جیونی در سال ۲۰۱۰ کار خود را بر روی ساختن گوشی‌های باریک و هوشمند تمرکز داد .Gionee تا سال ۲۰۱۴ در جهان با گوشی هوشمند Gionee Elife S5.5 که داری بدنه‌ای به ضخامت ۵٫۵ میلی‌متر بود به عنوان تولید کننده باریکترین گوشی‌های جهان شناخته شده‌است. Gionee حتی گوشی‌های هوشمند نازکتر از Gionee Elife S5.5 را نیز تولید کرده‌است گوشی Gionee Elife S5.1 دارای ضخامت ۵٫۱۵ میلی‌متر می‌باشد.

## تاریخچه
شرکت Gionee با استفاده از تکنولوژی‌های بالا در زمینه تحقیق و توسعه بر روی تولید و فروش گوشی‌های هوشمند سلولی تمرکز کرده‌است و در حال حاضر جزء ۱۰ تولید کننده تلفن همراه در جهان است. تیم مدیریت Gionee متکی بر علم و استاندارد با یک حس قوی از نو آوری است. پیگیری و نوآوری پایه و اساس توسعه پایدار در Gionee است.
مراکز تحقیق و توسعهٔ شرکت در ابتدا مرکز اصلی در شنژن است و بعد در شهرهای شانگهای، هانگزو و مکان‌های دیگر در حال تنظیم و ساخت هستند. در سال ۲۰۰۶ فاز اول این پروژه با سرمایه‌گذاری بیش از ۱ میلیون RMB در مساحتی به حدود ۵۰۰ هکتار در پارک صنعتی Gionee تأسیس شد؛ که تولید در این راستا به ۴۰ میلیون واحد رسید و هنگامی که تمام پارک صنعتی Gionee تکمیل شد قرار داد این تولید به ۸۰ میلیون واحد در سال رسید و در نتیجه Gionee بزرگترین سایت تولید تلفن همراه را در چین ساخت Gonee در ۴۱ استان عوامل فروش کالی دارد و در ۴۰ استان مرکز مرکز سرویس دهی با ۵۰۰ رسانهٔ آزاد را نیز دارا می‌باشد.

## محصولات و برندها
Gionee Elife S5.1 گوشی هوشمند Gionee Elife S5.1 یکی از باریکترین گوشی‌های جهان است .(ضخامت ۵٫۱۵ میلی‌متر) صفحه نمایش: AMOLED و ۴٫۸ اینچ (۷۲۰*۱۲۸۰پیکسل) سیستم عامل: اندروید ۴٫۴٫۲ کیت کت پردازنده: ۴ هسته‌ای با سرعت ۱٫۷ گیگاهرتز، چیپست مدیاتک از نوع MT6595 حافظه: ۱ گیگابایت رم، ۱۶ گیگابایت حافظه ذخیره ساز دوربین: ۸ مگاپیکسل و دوربین جلویی ۵ مگاپیکسل است.
Gionee Elife S5.5 صفحه نمایش: AMOLED و ۴٫۸۵ اینچ (۱۰۸۰*۱۹۲۰ پیکسل) سیستم عامل: اندروید ۴٫۲٫۲ جلی بن و تا ۴٫۴٫۲ کیت کت را پشتیبانی می‌کند پردازنده: ۴ هسته‌ای با سرعت ۱٫۷ گیگاهرتز، چیپست مدیاتک از نوع MT6595 حافظه: ۲ گیگابایت رم، ۱۶ گیگابایت حافظه ذخیره ساز دوربین: ۱۳ مگاپیکسل و دوربین جلویی ۵ مگاپیکسل است.
Gionee Elife E7 صفحه نمایش: IPS LCD، ۵٫۵ اینچ (۱۰۸۰*۱۹۲۰ پیکسل) سیستم عامل: اندروید ۴٫۲ جلی بن پردازنده: ۴ هسته‌ای با سرعت ۲٫۲ گیگاهرتز، چیپست کوالکام اسنپدراگون ۸۰۰ حافظه: ۲ گیگابایت رم، ۱۶ گیگابایت حافظه ذخیره ساز دوربین: ۱۶مگاپیکسل و دوربین جلویی ۸ مگاپیکسل است. Gionee گوشی‌های هوشمند زیادی تولید کرده‌است شما می‌توانید بیشتر محصولاتش را در سایت این شرکت ببینید.(در منابع آمده است)
از دیگر محصولات این شرکت می‌توان به Bluetooth Speaker (بلندگوی بلوتوث)، Earphone (هدفون) ،Mobile Power، Smartphone Case (کیس گوشی هوشمند) اشاره کرد.